# Amata simillima
Amata simillima là một loài bướm đêm thuộc phân họ Arctiinae, họ Erebidae.